# Загальна теорія відносності (книга)
Загальна теорія відносності (англ. General Relativity) — підручник для аспірантів і довідник із загальної теорії відносності Ейнштейна, написаний фізиком-теоретиком Робертом Волдом, спеціалістом з гравітації.

## Огляд
Вперше опублікована видавництвом Чиказького університету в 1984 році, книга, що складається з майже 500 сторінок, охоплює багато аспектів загальної теорії відносності. Вона розділена на дві частини. Частина I охоплює основи предмета, а частина II — більш складні теми, такі як причинна структура та квантові ефекти. Книга використовує абстрактну індексну нотацію для тензорів. Вона розглядає спінори, варіаційні формулювання, формулювання з початковим значенням, гравітаційні хвилі, сингулярності, діаграми Пенроуза, випромінювання Гокінга та термодинаміку чорних дір.
Книга орієнтована на аспірантів-початківців та науковців. Задля цією мети більшість матеріалів у Частині I розраховані на вступний курс до предмету, натомість як Частина II охоплює широкий спектр складних тем для другого семестру або подальшого вивчення. Основні математичні методи для формулювання загальної теорії відносності представлені в розділах 2 і 3, а більш просунуті методи обговорено в додатках від A до C. Волд вважає такий підхід доцільнішим, бо розміщення всіх математичних методів на початку книги було б серйозною перешкодою для студентів, а введення цих математичних інструментів у місцях їх застосування занадто розпорошило б їх по книзі. Хоча гамільтонів формалізм часто представлений у поєднанні з формулюванням початкового значення, охоплення Вальдом останнього не залежить від першого, яке, таким чином, винесено в додаток, поряд із формалізмом Лагранжа.
Книга використовує сигнатуру {\displaystyle -+++} з міркувань технічної зручності, лише в Розділі 13 сигнатуру змінено на {\displaystyle +---}, бо так легше розглядати спінори. Саме сигнатуру {\displaystyle +---} найчастіше використовують в літературі.
Більша частина книги використовує геометричну систему одиниць, тобто фундаментальні природні константи {\displaystyle G} (гравітаційна стала Ньютона) і {\displaystyle c} (швидкість світла у вакуумі) встановлені рівними 1, за винятком випадків, коли автор робить передбачення, які можна перевірити експериментально.

## Структура книги
- Частина І: Основи
  - Розділ 1: Вступ
  - Розділ 2: Многовиди та тензорні поля
  - Розділ 3: Кривина
  - Розділ 4: Рівняння Ейнштейна
  - Розділ 5: Однорідна, ізотропна космологія
  - Розділ 6: Рішення Шварцшильда
- Частина II: Розширені теми
  - Розділ 7: Методи розв'язання рівняння Ейнштейна
  - Розділ 8: Причинно-наслідкова структура
  - Розділ 9: Сингулярності
  - Розділ 10: Формулювання початкового значення
  - Розділ 11: Асимптотична плоскість
  - Розділ 12: Чорні діри
  - Розділ 13: Спінори
  - Розділ 14: Квантові ефекти в сильних гравітаційних полях
- Додатки
  - A. Топологічні простори
  - B. Диференціальні форми, інтегрування та теорема Фробеніуса
  - C. Карти многовидів, похідні Лі та поля Кіллінга
  - D. Конформні перетворення
  - Е. Лагранжеві та Гамільтонові формулювання рівняння Ейнштейна
  - F. Одиниці та розмірності.

## Видання
- Wald, Robert M. General Relativity. University of Chicago Press, 1984. ISBN 0-226-87033-2ISBN 0-226-87033-2 (paperback). ISBN 0-226-87032-4ISBN 0-226-87032-4 (hardcover).
- Wald, Robert M. General Relativity. University of Chicago Press, 2010. ISBN 978-0-226-87037-3ISBN 978-0-226-87037-3. Reprint.

## Відгуки
За словами Деніела Фінлі, професора Університету Нью-Мексико, цей підручник дає хорошу фізичну інтуїцію. Однак автор не використав найсучасніші математичні методи, а його трактування космології вже застаріло. Фінлі вважає, що абстрактна індексна нотація важка для засвоєння, хоч і зручна для тих, хто її опанував.
Фізик-теоретик Джеймс Йорк писав, що «Загальна теорія відносності» — це складна, але лаконічна книга, приваблива для тих, хто схильний до математики, бо в ній збережено високий рівень строгості. Однак він вважав, що матеріал про лінеаризовану гравітацію занадто короткий, і рекомендував як доповнення «Гравітацію» Мізнера, Торна й Вілера та «Гравітацію й космологію» Вайнберга.
Ганс Оганян, викладач і дослідник гравітації з Політехнічного інституту Ренсслера, вважає, що «Загальна теорія відносності» забезпечує сучасний вступ до предмету з акцентом на тензорних і топологічних методах і пропонує деякі «гострі ідеї». Однак якість книги дуже неоднорідна. Такі теми, як рух по геодезичній у метриці Шварцшильда, розширення Крушкала та вивільнення енергії з чорних дір, розглянуті добре, натомість як емпіричні перевірки теорії Ейнштейна ледь зачеплені, а розгляд складних тем, включно з космологією, занадто короткий, щоб бути корисним для студентів. Через інтенсивне використання вищої математики підручник може не підійти для вступного курсу.
Лі Смолін стверджував, що «Загальна теорія відносності» заповнює розрив між поданням матеріалу в старих підручниках і науковою літературою. Наприклад, у той час як перші піонери цієї теми, включно з самим Ейнштейном, використовували методи, засновані на координатах, дослідники з середини 1960-х років перейшли до безкоординатних формулювань, на яких повністю ґрунтується текст Волда. Його стиль зрозумілий і економний, хоча іноді надто короткий. Теми, які заслуговують на більшу увагу, включають гравітаційне випромінювання та космологію. Однак цю книгу можна доповнити книгами Мізнера, Торна та Вілера, а також Вайнберга. Смолін викладав курс із загальної теорії відносності студентам і аспірантам Єльського університету, використовуючи цю книгу, і був задоволений результатами. Він також вважає її корисним довідником, щоб освіжити пам'ять.